# South American Cup 2023
La South American Cup 2023 è stata la venticinquesima edizione della South American Cup organizzata dalla Federazione internazionale sci e snowboard. In seguito all'invasione dell'Ucraina, gli atleti russi e bielorussi sono esclusi dalle competizioni.
La stagione maschile è iniziata il 5 agosto 2022 a Chapelco, in Argentina, e si è conclusa il 29 settembre 2022 a Corralco, in Cile; a inizio stagione erano in programma 20 gare (4 discese libere, 3 supergiganti, 5 slalom giganti, 5 slalom speciali) e 3 combinate alpine in 6 diverse località.  L'argentino Tiziano Gravier si è aggiudicato sia la classifica generale, sia quella di combinata alpina; il cileno Henrik von Appen ha vinto la classifica di discesa libera e quella di supergigante, il cileno Nicolás Pirozzi quella di slalom gigante e il cileno Andrés Figueroa quella di slalom speciale. L'argentino Cristian Javier Simari Birkner era il detentore uscente della Coppa generale.
La stagione femminile è iniziata il 5 agosto 2022 a Chapelco, in Argentina, e si è conclusa il 29 settembre 2022 a Corralco, in Cile; a inizio stagione erano in programma 20 gare (4 discese libere, 3 supergiganti, 5 slalom giganti, 5 slalom speciali e 3 combinate alpine in 6 diverse località. L'albanese Lara Colturi si è aggiudicata la classifica generale, quella di slalom gigante, quella di slalom speciale e quella di combinata alpina; la norvegese Malin Sofie Sund ha vinto la classifica di discesa libera e quella di combinata alpina e la statunitense Patricia Mangan quella di supergigante. La russa Elena Jakovišina era la detentrice uscente della Coppa generale.

## Uomini

### Risultati
| Data              | Località       | Nazione   | Spec. | Primo             | Secondo                        | Terzo                          |
| ----------------- | -------------- | --------- | ----- | ----------------- | ------------------------------ | ------------------------------ |
| 5 agosto 2022     | Chapelco       | Argentina | GS    | Nicholas Pirozzi  | Tiziano Gravier                | Tomás Birkner de Miguel        |
| 9 agosto 2022     | Cerro Catedral | Argentina | GS    | Andres Figueroa   | Tomás Birkner de Miguel        | Delfin van Ditmar              |
| 10 agosto 2022    | Cerro Catedral | Argentina | SL    | Andres Figueroa   | Delfin van Ditmar              | Cristian Javier Simari Birkner |
| 11 agosto 2022    | Cerro Catedral | Argentina | SL    | Andres Figueroa   | Cristian Javier Simari Birkner | Oliver Parazette               |
| 27 agosto 2022    | El Colorado    | Cile      | GS    | Delfin van Ditmar | Andres Figueroa                | Nicholas Pirozzi               |
| 28 agosto 2022    | La Parva       | Cile      | SL    | Akira Sasaki      | Cristian Javier Simari Birkner | Andres Figueroa                |
| 30 agosto 2022    | La Parva       | Cile      | DH    | Miha Hrobat       | Jacob Schramm                  | Henrik Von Appen               |
| 30 agosto 2022    | La Parva       | Cile      | DH    | Jacob Schramm     | Henrik Von Appen               | Miha Hrobat                    |
| 31 agosto 2022    | La Parva       | Cile      | SG    | Johan Clarey      | Martin Čater                   | Cyprien Sarrazin               |
| 31 agosto 2022    | La Parva       | Cile      | SG    | Cyprien Sarrazin  | Matthieu Bailet                | Johan Clarey                   |
| 1º settembre 2022 | La Parva       | Cile      | KB    | Henrik Von Appen  | Tiziano Gravier                | Samuel Todd-Saunders           |
| 12 settembre 2022 | Cerro Castor   | Argentina | GS    | Giovanni Borsotti | Filippo Della Vite             | Simon Maurberger               |
| 13 settembre 2022 | Cerro Castor   | Argentina | GS    | Alex Vinatzer     | Tobias Kastlunger              | Manuel Ploner                  |
| 14 settembre 2022 | Cerro Castor   | Argentina | SL    | Juan del Campo    | Axel Esteve                    | Tobias Kastlunger              |
| 15 settembre 2022 | Cerro Castor   | Argentina | SL    | Joaquim Salarich  | Thibaut Favrot                 | Juan del Campo                 |
| 27 settembre 2022 | Corralco       | Cile      | DH    | Henrik Von Appen  | Stefan Eichberger              | Andreas Ploier                 |
| 28 settembre 2022 | Corralco       | Cile      | DH    | Henrik Von Appen  | Andreas Ploier                 | Manuel Traninger               |
| 28 settembre 2022 | Corralco       | Cile      | KB    | annullata         | annullata                      | annullata                      |
| 29 settembre 2022 | Corralco       | Cile      | DH    | Henrik Von Appen  | Sven Von Appen                 | Roy-Alexander Steudle          |
| 29 settembre 2022 | Corralco       | Cile      | KB    | Tiziano Gravier   | Laiken Roth                    | Henrik Von Appen               |

Legenda:

DH = discesa libera

SG = supergigante

GS = slalom gigante

SL = slalom speciale

KB = combinata alpina

### Classifiche

#### Generale
| Pos. | Nome                    | Nazione   | Punti |
| ---- | ----------------------- | --------- | ----- |
| 1    | Tiziano Gravier         | Argentina | 721   |
| 2    | Henrik Von Appen        | Cile      | 715   |
| 3    | Andres Figueroa         | Cile      | 626   |
| 4    | Delfin van Ditmar       | Argentina | 398   |
| 5    | Cristian Simari Birkner | Argentina | 369   |

#### Discesa libera
| Pos. | Nome                  | Nazione       | Punti |
| ---- | --------------------- | ------------- | ----- |
| 1    | Henrik Von Appen      | Cile          | 360   |
| 2    | Jacob Schramm         | Germania      | 180   |
| 3    | Miha Hrobat           | Slovenia      | 160   |
| 4    | Tiziano Gravier       | Argentina     | 150   |
| 5    | Roy-Alexander Steudle | Gran Bretagna | 149   |

#### Supergigante
| Pos. | Nome             | Nazione  | Punti |
| ---- | ---------------- | -------- | ----- |
| 1    | Henrik Von Appen | Cile     | 195   |
| 2    | Johan Clarey     | Francia  | 160   |
| 2    | Cyprien Sarrazin | Francia  | 160   |
| 4    | Matthieu Bailet  | Francia  | 116   |
| 4    | Martin Cater     | Slovenia | 116   |

#### Slalom gigante
| Pos. | Nome                    | Nazione   | Punti |
| ---- | ----------------------- | --------- | ----- |
| 1    | Nicolas Pirozzi         | Cile      | 213   |
| 2    | Delfin van Ditmar       | Argentina | 212   |
| 3    | Andrés Figueroa         | Cile      | 205   |
| 4    | Tiziano Gravier         | Argentina | 179   |
| 5    | Tomás Birkner de Miguel | Argentina | 140   |

#### Slalom speciale
| Pos. | Nome                    | Nazione   | Punti |
| ---- | ----------------------- | --------- | ----- |
| 1    | Andres Figueroa         | Cile      | 271   |
| 2    | Cristian Simari Birkner | Argentina | 257   |
| 3    | Delfin van Ditmar       | Argentina | 162   |
| 4    | Juan del Campo          | Spagna    | 160   |
| 5    | Tiziano Gravier         | Argentina | 145   |

#### Combinata alpina
| Pos. | Nome             | Nazione     | Punti |
| ---- | ---------------- | ----------- | ----- |
| 1    | Tiziano Gravier  | Argentina   | 180   |
| 2    | Henrik Von Appen | Cile        | 160   |
| 3    | Bautista Alarcón | Argentina   | 90    |
| 4    | Laiken Roth      | Stati Uniti | 80    |
| 5    | Andrés Figueroa  | Cile        | 70    |

## Donne

### Risultati
| Data              | Località       | Nazione   | Spec. | Primo                 | Secondo                 | Terzo                      |
| ----------------- | -------------- | --------- | ----- | --------------------- | ----------------------- | -------------------------- |
| 5 agosto 2022     | Chapelco       | Argentina | GS    | Lara Colturi          | Francesca Baruzzi       | Sarah Schleper             |
| 9 agosto 2022     | Cerro Catedral | Argentina | GS    | Lara Colturi          | Sarah Schleper          | Francesca Baruzzi          |
| 10 agosto 2022    | Cerro Catedral | Argentina | SL    | Francesca Baruzzi     | Giselle Gorringe        | María Belén Simari Birkner |
| 11 agosto 2022    | Cerro Catedral | Argentina | SL    | Lara Colturi          | Marie-Penelope Robinson | Giselle Gorringe           |
| 27 agosto 2022    | El Colorado    | Cile      | GS    | Lara Colturi          | Francesca Baruzzi       | Sarah Schleper             |
| 28 agosto 2022    | La Parva       | Cile      | SL    | Lara Colturi          | Francesca Baruzzi       | Chloe Lathrop              |
| 30 agosto 2022    | La Parva       | Cile      | DH    | Vanessa Nussbaumer    | Sabrina Maier           | Elvedina Muzaferija        |
| 30 agosto 2022    | La Parva       | Cile      | DH    | Sabrina Maier         | Vanessa Nussbaumer      | Elvedina Muzaferija        |
| 31 agosto 2022    | La Parva       | Cile      | SG    | Patricia Mangan       | Lara Colturi            | Elvedina Muzaferija        |
| 31 agosto 2022    | La Parva       | Cile      | SG    | Patricia Mangan       | Lara Colturi            | Elvedina Muzaferija        |
| 1º settembre 2022 | La Parva       | Cile      | KB    | Lara Colturi          | Francesca Baruzzi       | Matilde Pinilla            |
| 12 settembre 2022 | Cerro Castor   | Argentina | GS    | Sara Hector           | Lisa Nyberg             | Estelle Alphand            |
| 13 settembre 2022 | Cerro Castor   | Argentina | GS    | Hilma Lövblom         | Lisa Nyberg             | Hanna Aronsson Elfman      |
| 14 settembre 2022 | Cerro Castor   | Argentina | SL    | Hanna Aronsson Elfman | Charlotta Säfvenberg    | Chiara Pogneaux            |
| 15 settembre 2022 | Cerro Castor   | Argentina | SL    | Chiara Pogneaux       | Hanna Aronsson Elfman   | Lara Della Mea             |
| 27 settembre 2022 | Corralco       | Cile      | DH    | Malin Sofie Sund      | Florencia Aramburo      | Sofía Bogni Barry          |
| 28 settembre 2022 | Corralco       | Cile      | DH    | Malin Sofie Sund      | Sofía Bogni Barry       | Jazmin Fernandez           |
| 28 settembre 2022 | Corralco       | Cile      | KB    | annullata             | annullata               | annullata                  |
| 29 settembre 2022 | Corralco       | Cile      | DH    | Malin Sofie Sund      | Florencia Aramburo      | Sofía Bogni Barry          |
| 29 settembre 2022 | Corralco       | Cile      | KB    | Malin Sofie Sund      | Sofía Bogni Barry       | Florencia Aramburo         |

Legenda:

DH = discesa libera

SG = supergigante

GS = slalom gigante

SL = slalom speciale

KB = combinata alpina

### Classifiche

#### Generale
| Pos. | Nome                  | Nazione   | Punti |
| ---- | --------------------- | --------- | ----- |
| 1    | Lara Colturi          | Albania   | 879   |
| 2    | Francesca Baruzzi     | Argentina | 591   |
| 3    | Malin Sofie Sund      | Norvegia  | 357   |
| 4    | Sofia Bogni Barry     | Argentina | 398   |
| 5    | Hanna Aronsson Elfman | Svezia    | 290   |

#### Discesa libera
| Pos. | Nome                | Nazione              | Punti |
| ---- | ------------------- | -------------------- | ----- |
| 1    | Malin Sofie Sund    | Norvegia             | 200   |
| 2    | Sabrina Maier       | Austria              | 180   |
| 2    | Vanessa Nussbaumer  | Austria              | 180   |
| 4    | Sofia Bogni Barry   | Argentina            | 140   |
| 5    | Elvedina Muzaferija | Bosnia ed Erzegovina | 120   |

#### Supergigante
| Pos. | Nome                  | Nazione              | Punti |
| ---- | --------------------- | -------------------- | ----- |
| 1    | Tricia Mangan         | Stati Uniti          | 200   |
| 2    | Lara Colturi          | Albania              | 160   |
| 3    | Elvedina Muzaferija   | Bosnia ed Erzegovina | 120   |
| 4    | Malin Sofie Sund      | Norvegia             | 100   |
| 5    | Francesca Baruzzi     | Argentina            | 95    |
| 5    | Stefanie Fleckenstein | Canada               | 95    |

#### Slalom gigante
| Pos. | Nome                       | Nazione   | Punti |
| ---- | -------------------------- | --------- | ----- |
| 1    | Lara Colturi               | Albania   | 345   |
| 2    | Francesca Baruzzi          | Argentina | 220   |
| 3    | Sarah Schleper             | Messico   | 200   |
| 4    | Lisa Nyberg                | Svezia    | 140   |
| 5    | María Belén Simari Birkner | Argentina | 140   |

#### Slalom speciale
| Pos. | Nome                  | Nazione       | Punti |
| ---- | --------------------- | ------------- | ----- |
| 1    | Lara Colturi          | Albania       | 274   |
| 2    | Francesca Baruzzi     | Argentina     | 196   |
| 3    | Hanna Aronsson Elfman | Svezia        | 180   |
| 4    | Chiara Pogneaux       | Francia       | 160   |
| 5    | Giselle Gorringe      | Gran Bretagna | 14o   |

#### Combinata alpina
| Pos. | Nome               | Nazione   | Punti |
| ---- | ------------------ | --------- | ----- |
| 1    | Lara Colturi       | Albania   | 100   |
| 1    | Malin Sofie Sund   | Norvegia  | 100   |
| 3    | Francesca Baruzzi  | Argentina | 80    |
| 3    | Sofia Bogni Barry  | Argentina | 80    |
| 5    | Florencia Aramburo | Cile      | 60    |